# Crane Brinton
Pour les articles homonymes, voir Brinton.
Clarence Crane Brinton (Winsted, Connecticut, 1898 - Cambridge, Massachusetts, 7 septembre 1968) est un historien américain de la France, ainsi qu'un historien des idées. Son ouvrage le plus célèbre, L'Anatomie de la Révolution (1938) compare la dynamique des mouvements révolutionnaires à la progression de la fièvre.

## Biographie
Né à Winsted, Connecticut, sa famille déménage rapidement à Springfield, Massachusetts, où il grandit et fréquente les écoles publiques avant d'entrer à l'Université Harvard en 1915. Ses excellentes performances académiques lui permettent de remporter une bourse Rhodes pour fréquenter l'Université d'Oxford, où il obtient un doctorat (PhD) en 1923. Brinton commence ensuite à enseigner à l'Université Harvard la même année, devenant professeur titulaire en 1942 et restant à Harvard jusqu'à sa mort. Il est professeur McLean d'histoire ancienne et moderne de 1946 à 1968.
Pendant de nombreuses années, il enseigne un cours populaire à Harvard connu officieusement par ses étudiants sous le nom de "Brunch with Brinton".
Brinton est connu pour son écriture et ses commentaires pleins d'esprit, conviviaux et urbains,  et parle couramment le français. Pendant la Seconde Guerre mondiale, il est pendant un certain temps chef de la recherche et de l'analyse à Londres au sein du Bureau des services stratégiques. Il est également prévôt des incendies pour la cathédrale Saint-Paul de Londres, qui résiste au Blitz avec des dommages mineurs. Après la guerre, il est félicité par l'armée américaine pour sa "contribution remarquable à la libération de la France" et est président de la Harvard Society of Fellows à la fin des années 1940.
Au début des années 1960, Brinton est le directeur de thèse à Harvard du jeune historien Will Johnston (en). Il est également conseiller de l'historienne Elizabeth Eisenstein, auteur de The Printing Press as an Agent of Change.
En 1963, Brinton est élu président de la Société américaine d'histoire. Il est également président de la Société d'études historiques françaises.
Le 19 février 1968, Brinton témoigne lors des audiences Fulbright sur la guerre du Vietnam quant à la nature de l'opposition vietnamienne, affirmant que les Américains étaient favorables à une révolution mais pas communiste, et que si Hô Chi Minh n'avait pas été communiste, "Toute l'histoire aurait été différente." .